# Волтер Дік
Волтер Дік (англ. Walter Dick, 20 вересня 1905, Керкінтіллох — 24 липня 1989, Лафаєтт) — американський футболіст, що грав на позиції нападника, зокрема, за клуби «Провіденс Голд Багс» та «Фолл-Ривер Марксмен», а також національну збірну США. Включений в Футбольний зал слави Нової Англії (1985) і в Зал Американської Футбольної Слави (1989).

## Клубна кар'єра
У футболі дебютував 1922 року виступами за команду клубу «Армадейл», в якій провів один сезон. 
Протягом 1923—1924 років захищав кольори команди клубу «Нігара Фоллз Рейнджерс».
Своєю грою за останню команду привернув увагу представників тренерського штабу клубу «Провіденс», до складу якого приєднався 1924 року. Відіграв за команду з Провіденса наступні чотири сезони своєї ігрової кар'єри.
Протягом 1928—1931 років захищав кольори команди клубу «Провіденс Голд Багс».
1931 року уклав контракт з клубом «Фолл-Ривер Марксмен», у складі якого провів наступні шість років своєї кар'єри гравця. 
Протягом 0—0 років захищав кольори команди клубу «Потакет Рейнджерс».
Завершив професійну ігрову кар'єру у клубі «Кірні Скотс-Амеріканс».

## Виступи за збірну
1934 року дебютував в офіційних матчах у складі національної збірної США. Протягом кар'єри у національній команді провів у її формі 1 матч.
У складі збірної був учасником чемпіонату світу 1934 року в Італії, де зіграв проти господарів (1-7).
Помер 24 липня 1989 року на 84-му році життя у місті Лафаєтт.